# Земляничненское сельское поселение
Земляни́чненское се́льское поселе́ние — муниципальное образование в составе Барышского района Ульяновской области. Административный центр — посёлок Земляничный.

## Население
| 2010  | 2012  | 2013  | 2014  | 2015  | 2016  | 2017  |
| ----- | ----- | ----- | ----- | ----- | ----- | ----- |
| 1298  | ↘1270 | ↘1247 | ↘1244 | ↘1234 | ↗1237 | ↘1219 |
| 2018  | 2019  | 2020  | 2021  |       |       |       |
| ↘1204 | ↘1173 | ↘1153 | ↘1071 |       |       |       |

## Состав сельского поселения
В состав поселения входят 6 населённых пунктов: 2 села, 2 деревни и 2 посёлка.
| № | Населённый пункт | Тип населённого пункта          | Население |
| - | ---------------- | ------------------------------- | --------- |
| 1 | Богдановка       | деревня                         | 11        |
| 2 | Земляничный      | посёлок, административный центр | 548       |
| 3 | Конновка         | село                            | 84        |
| 4 | Красная Зорька   | село                            | 310       |
| 5 | Лесная Дача      | посёлок                         | 340       |
| 6 | Семиродники      | деревня                         | 5         |